# 阿忽台
阿忽台（秘史记音：阿中忽台，？—1307年4月6日），燕只斤氏，元成宗时期的大臣。
阿忽台于大德五年（1301年）出任知枢密院事。大德七年（1303年），升任中书左丞相。元成宗晚年多病，朝中大权由卜鲁罕皇后与中书右丞相哈剌哈孙执掌。阿忽台追随卜鲁罕，同哈剌哈孙一派明争暗斗。大德十一年（1307年），元成宗逝世后，卜鲁罕与阿忽台等人合谋，企图先以卜鲁罕摄政，再拥立忽必烈之孙安西王阿难答为帝继位。而哈剌哈孙则派人迎怀宁王海山与其弟爱育黎拔力八达前来大都发动政变。爱育黎拔力八达到达后将阿忽台、卜鲁罕、阿难答等人逮捕。阿忽台后以“乱祖宗家法”之罪名被处决。